# Stefan Kapičić

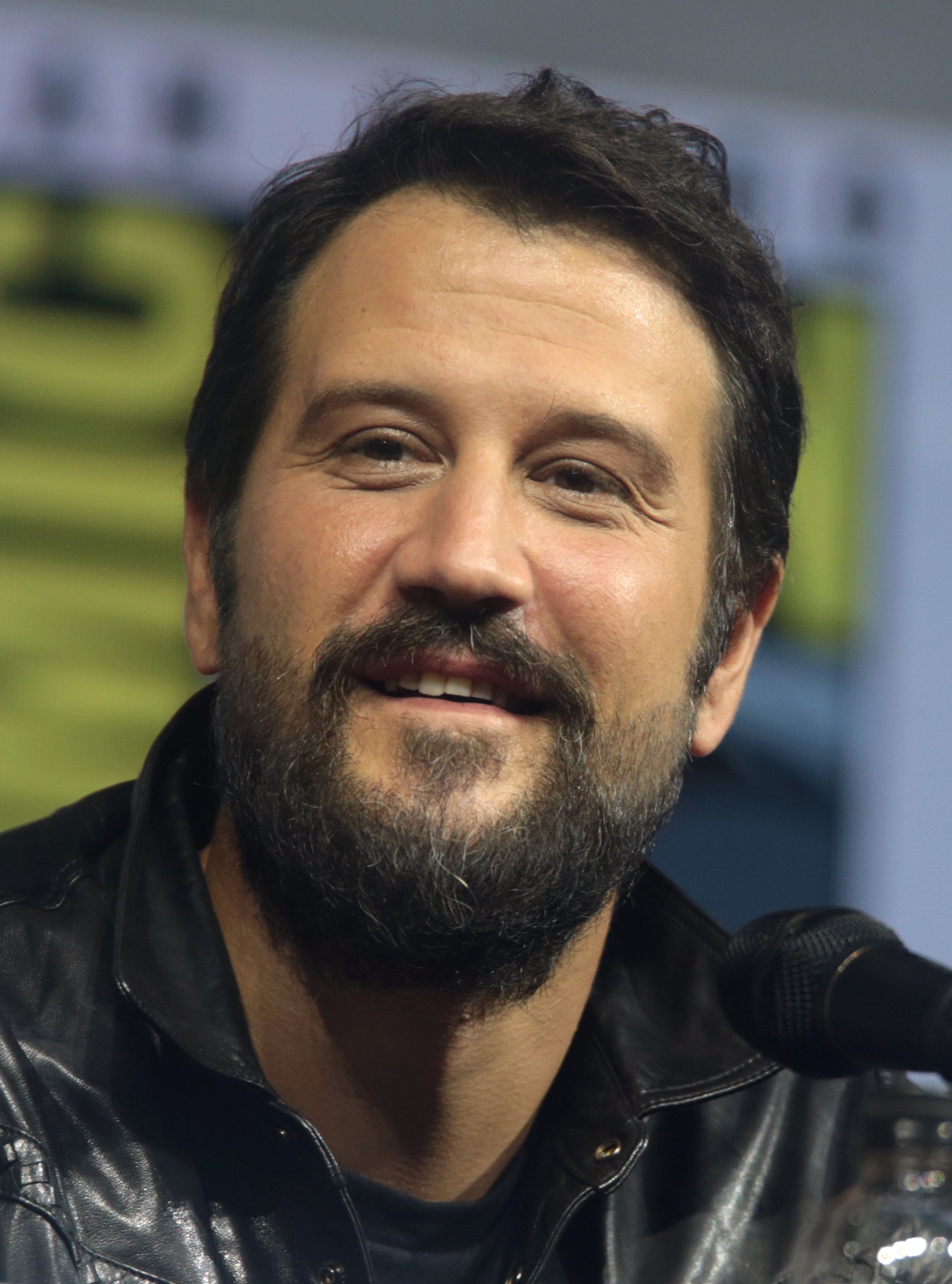
Stefan Kapičić auf der San Diego Comic-Con International 2018

Stefan Kapičić (serbisch-kyrillisch Стефан Капичић; * 1. Dezember 1978 in Köln) ist ein serbischer Schauspieler, der durch die Rolle des Mutanten Colossus aus den Filmen Deadpool und Deadpool 2 bekannt geworden ist.

## Frühe Jahre und Privates
Stefan Kapičić wurde in Köln, als Sohn von Dragan Kapičić, einem im Juni 2024 verstorbenen jugoslawischen Basketballspieler, der damals für den Bundesligisten BSC Saturn Köln spielte, und dessen Frau, der Schauspielerin Slobodanka „Beba“ Zugić, geboren. Als Stefan drei Jahre alt war, zog die Familie zurück nach Jugoslawien. Nach der Schule studierte Kapičić Schauspiel an der Universität der Künste Belgrad in Belgrad.
Neben seiner Muttersprache Serbisch spricht er auch Englisch, Deutsch und Russisch.
Seit 2017 ist Kapičić mit der kroatischen Schauspielerin Ivana Horvat verheiratet. Sie haben zwei Kinder und leben abwechselnd in Los Angeles und in Zagreb.

## Karriere
Zunächst war Kapičić in einer Reihe von serbischen Kurz- und Spielfilmen zu sehen. Ab 2008 war er in einigen Gastrollen im US-Fernsehen zu sehen, wie etwa The Unit – Eine Frage der Ehre, Numbers – Die Logik des Verbrechens, 24 oder The Event. 2012 war im Film Der Ruf der Wale zu sehen. 2015 spielte er in dem serbischen Film Bicemo prvaci sveta, der sich um den Sieg der jugoslawischen Nationalmannschaft bei der Basketball-Weltmeisterschaft 1970 dreht, die Rolle seines Vaters.
Der internationale Durchbruch gelang ihm durch die Rolle des Mutanten Collossus, den er 2016 in Deadpool erstmals verkörperte. Die Figur wurde in vorherigen Teilen der Filmreihe bereits von Daniel Cudmore verkörpert, jedoch wollte Regisseur Tim Miller einen Schauspieler mit glaubhaft russischem Akzent. Zusätzlich kam Kapičić seine Körpergröße von 1,93 m zugute. Im letzten Film lieh er dann der Figur seine Stimme und spielte die Bewegungen mittels Motion-Capture-Verfahrens. Auch in der Fortsetzung Deadpool 2 trat er in dieser Rolle erneut auf. 2018 übernahm er in der vierten Staffel der Serie Better Call Saul als Casper neben Rainer Bock eine Nebenrolle in einem deutschen Konstrukteurteam.

## Filmografie (Auswahl)
- 2002: Kordon
- 2003: Citravita (Kurzfilm)
- 2003: Skoro sasvim obicna prica

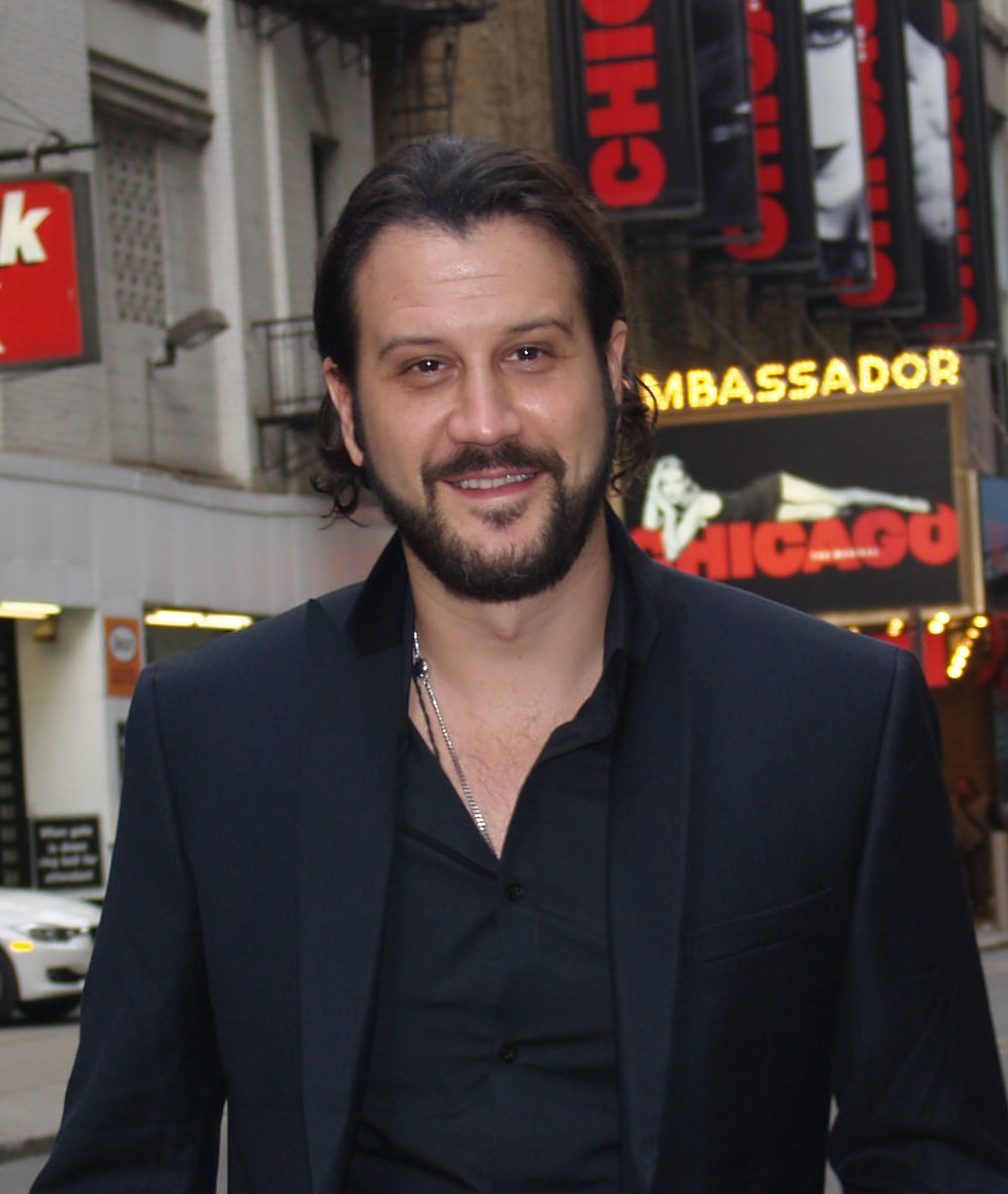
Stefan Kapičić (2016)

- 2004: O stetnosti duvana (Fernsehfilm)
- 2004: Mali polozajnik (Fernsehfilm)
- 2006: Ne skreci sa staze (Fernsehfilm)
- 2006–2007: Obicni ljudi (Fernsehserie)
- 2008: Carlston za Ognjenku
- 2008: Vratice se rode (Fernsehserie, 2 Episoden)
- 2008: Brothers Bloom
- 2008: The Unit – Eine Frage der Ehre (The Unit, Fernsehserie, Episode 4x03)
- 2008: Numbers – Die Logik des Verbrechens (Numb3rs, Fernsehserie, Episode 5x05)
- 2010: 24 (Fernsehserie, Episode 8x01)
- 2011: The Event (Fernsehserie, Episode 1x18)
- 2011–2013: Larin izbor (Fernsehserie)
- 2012: Der Ruf der Wale (Big Miracle)
- 2012: Larin izbor: Izgubljeni princ
- 2013: Hitac
- 2013: Stella (Fernsehserie, 2 Episoden)
- 2013–2014: Zora dubrovacka (Fernsehserie, 48 Episoden)
- 2015: Bicemo prvaci sveta
- 2016: Deadpool
- 2016: Prvaci sveta (Fernsehserie, 3 Episoden)
- 2018: Counterpart (Fernsehserie, 3 Episoden)
- 2018: Deadpool 2
- 2018–2022: Better Call Saul (Fernsehserie, 6 Episoden)
- 2019: Love, Death & Robots (Fernsehserie, eine Episode, Stimme)
- 2019: Deathcember (Stimme)
- 2022: Chicago Med (Fernsehserie, Episode 7x20)
- 2023: Die letzte Fahrt der Demeter (The Last Voyage of the Demeter)
- 2024: Deadpool & Wolverine

## Videospiele
- 2019: Call of Duty: Modern Warfare (Stimme)
- 2022: Call of Duty: Modern Warfare II (Stimme)
- 2023: Call of Duty: Modern Warfare III (Stimme)